# Апленкур
Апленкур (фр. Haplincourt) насеље је и општина у североисточној Француској у региону Север-Па д Кале, у департману Па де Кале која припада префектури Арас.
По подацима из 2011. године у општини је живело 184 становника, а густина насељености је износила 36,01 становника/km². Општина се простире на површини од 5,11 km². Налази се на средњој надморској висини од 115 метара (максималној 128 m, а минималној 103 m).

## Демографија
| 1962. | 1968. | 1975. | 1982. | 1990. | 1999. | 2011. |
| ----- | ----- | ----- | ----- | ----- | ----- | ----- |
| 205   | 227   | 187   | 184   | 180   | 210   | 184   |

График промене броја становника у току последњих година